# Босанска фрањевачка викарија
Босанска фрањевачка викарија (лат. Vicaria Bosnensis), односно Босански фрањевачки викаријат (лат. Vicariatus Bosnensis) била је управна област Фрањевачког реда у средњовековној Босни и суседним областима. Основана је 1340. године, за подручје тадашње Босанске бановине, која је поред уже Босне обухватала и околне области (Хум, Соли, Усора, Доњи Краји). Делатност викарије огледала се у оснивању фрањевачких самостана и ширењу римокатолицизма на поменутим подручјима. Временом су у саставу викарије успостављене и обласне кустодије (босанска, дувањска, гребенска, усорска, мачванска, бугарска и ковинска, односно угарска).
Након пропасти Краљевине Босне (1463), највећи део викарије нашао се под османском влашћу, што је 1514. године довело до управне поделе, на две одвојене викарије. Прва је обухватала области под османском влашћу, добивши назив Викарија Босна Сребрена (лат. Vicaria Bosnae Argentinae), док је друга обухватала суседне области под угарском влашћу, добивши назив Викарија Босна-Хрватска (лат. Vicaria Bosnae Croatiae). Обе викарије су 1517. године узигнуте на степен фрањевачких покрајина, односно провинција у саставу Фрањевачког опсервантског реда, чиме је створена Фрањевачка провинција Босна Сребрена.

## Предисторија
Иако је викарија у Босни основана тек 1340. године, фрањевци су своју делатност на јужнословенском просторима започели већ током 13. века. У западним српским земљама своје активности су додатно интензивирали у време када је српски краљ Стефан Драгутин држао области Соли и Усору (након 1284. године). Тадашњи развој политичких односа између Папске државе и Краљевине Србије погодовао је и постепеном јачању фрањевачког присуства у српским земљама, као и у самој Бановини Босни, што је недуго потом, за време владавине Драгутиновог унука, бана Стефана II Котроманића (1322-1353) довело и до оснивања Босанске фрањевачка викарије (1340).